# Лунфэн
Лунфэ́н (кит. упр. 龙凤, пиньинь Lóngfèng) — район городского подчинения городского округа Дацин провинции Хэйлунцзян (КНР). Один из индустриальных районов Дацина.

## История
До начала добычи нефти в Дацине эти места были малонаселены и входили в состав Района №3 уезда Аньда. В 1961 году был впервые образован район Лунфэн. В 1965 году, после ликвидации Особого района Аньда, район Лунфэн стал посёлком Лунфэн в составе уезда Аньда. В 1968 году он был передан из состава уезда Аньда в состав города Аньда (в 1979 году переименованного в Дацин). В 1974 году посёлок был преобразован в район городского подчинения.

## Административное деление
Район Лунфэн делится на 5 уличных комитетов (в городе Дацин) и 1 посёлок.
| № | Название      | Название (кит.)      | Статус          | Население чел. (2010) | На карте                         |
| - | ------------- | -------------------- | --------------- | --------------------- | -------------------------------- |
| 1 | Кайфацюйлимин | 开发区黎明街道办事处 | уличный комитет | 123864                | 46°34′40″ с. ш. 125°06′52″ в. д. |
| 2 | Лунфэн        | 龙凤镇               | поселок         | 54827                 | 46°31′10″ с. ш. 125°06′35″ в. д. |
| 3 | Лунфэн        | 龙凤街道办事处       | уличный комитет | 54035                 | 46°34′40″ с. ш. 125°06′52″ в. д. |
| 4 | Синхуа        | 兴化街道办事处       | уличный комитет | 42642                 | 46°34′40″ с. ш. 125°06′53″ в. д. |
| 5 | Дунгуан       | 东光街道办事处       | уличный комитет | 30555                 | 46°34′40″ с. ш. 125°06′52″ в. д. |
| 6 | Саньюн        | 三永街道办事处       | уличный комитет | 29022                 | 46°34′40″ с. ш. 125°06′52″ в. д. |
| 7 | Волитунь      | 卧里屯街道办事处     | уличный комитет | 17459                 | 46°34′40″ с. ш. 125°06′52″ в. д. |

## Соседние административные единицы
Район Лунфэн граничит со следующими административными единицами:
- Район Сарту (на северо-западе)
- Район Датун (на юго-западе)
- Городской округ Суйхуа (на востоке)